# PTT-Archiv

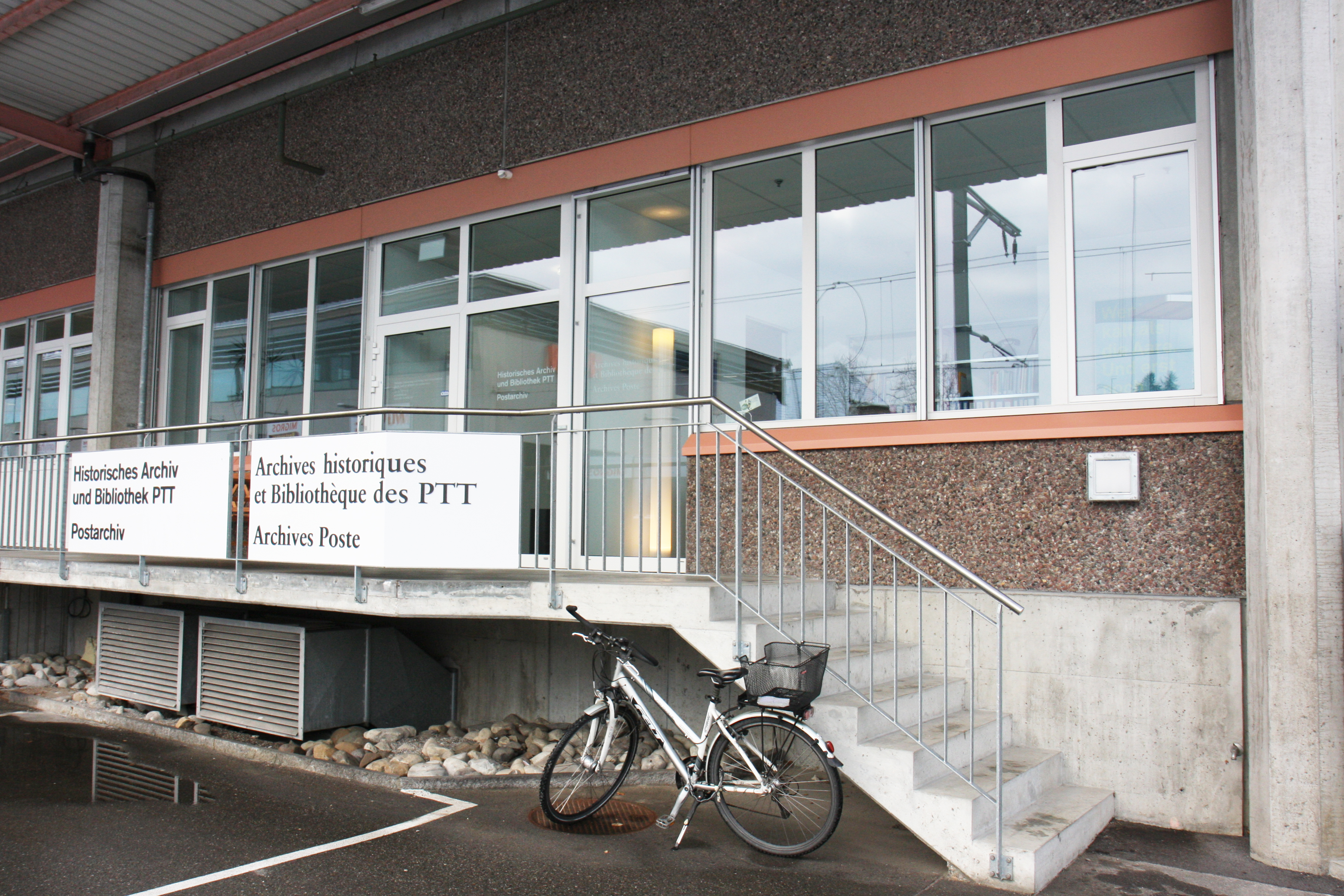
Historisches Archiv und Bibliothek PTT

Eines der ersten Postautos bei der Kappelenbrücke Bern Eymatt 1907

Beispiel einer Unterlage aus dem PTT-Archiv: Abhörprotokoll eines Telefonats im Vorfeld des Landesstreiks

Das PTT-Archiv (vormals Historisches Archiv und Bibliothek PTT) ist das Unternehmensarchiv der ehemaligen schweizerischen Post-, Telefon- und Telegrafenbetriebe (PTT). 1997 wurden die PTT aufgeteilt in die Unternehmen Die Schweizerische Post (heute: Die Schweizerische Post AG) und die Swisscom AG. Im Auftrag dieser beiden Aktiengesellschaften betreibt die eigens geschaffene Schweizerische Stiftung für die Geschichte der Post und Telekommunikation seit 1998 das PTT-Archiv und das Museum für Kommunikation.
Gemäss schweizerischem Archivgesetz sind die Schweizerische Post AG und die Swisscom AG als Rechtsnachfolgerinnen der PTT-Betriebe verpflichtet, ihr Archivgut zu bewahren und öffentlich zugänglich zu machen. Das PTT-Archiv befindet sich in Köniz bei Bern und ist A-Objekt (Objekte von nationaler Bedeutung) im Schweizerischen Inventar der Kulturgüter.

## Geschichte und Auftrag
Am 30. April 1893 erliess die Generalpostdirektion in Bern eine „Instruktion betreffend die Ordnung des Archivs, die Anlage und Führung der Centralbibliothek und die Besorgung der Registratur der Expeditionskanzlei der Oberpostdirektion“. Es ist dies die früheste bekannte Quelle, die sich mit der Schaffung eines Archivs und einer Bibliothek für die damals noch eigenständige Generalpostdirektion befasst. Über hundert Jahre hinweg entwickelte sich dieses erste Archiv und die Bibliothek zu einer zentralen Auskunftsstelle der PTT, genannt „Bibliothek – Information – Dokumentation“ (BID). Zeitenweise beschäftigte das BID beinahe 30 Mitarbeitende.
In dessen heutiger Form und mit dem gegenwärtigen Auftrag besteht das PTT-Archiv aber erst seit der Liberalisierung der Betriebe. Am 31. Dezember 1997 schenkten die Schweizerische Post und die Swisscom AG der eigens gegründeten Schweizerischen Stiftung für die Geschichte der Post und Telekommunikation (Stiftung) das ehemalige Konzernarchiv Archiv der PTT sowie die Bestände der ehemaligen PTT-Bibliothek. Die beiden Stifterinnen kamen überein, dass die beiden Bestandteile als Einheit an demselben Ort unterzubringen seien. Archiv und Bibliothek bildeten fortan das „Historische Archiv und Bibliothek PTT“ an der Viktoriastrasse 21 in Bern. Im Jahr 2013 zog das Archiv in die heutigen Räumlichkeiten an der Sägestrasse 77 in Köniz bei Bern.
Die Bestände des PTT-Archivs fallen unter das Bundesgesetz über die Archivierung (BGA) und sind Eigentum des Bundes. Damit unterliegen die Archivbestände verbindlichen Schutzfristen: 30 Jahre für Sachakten und 50 Jahre für Personenakten. Anträge zur Einsicht in das unter Schutzfrist fallende Archivgut können an das PTT-Archiv gestellt werden.
Gemäss der Vereinbarung zwischen dem Bundesarchiv und der Schweizerischen Stiftung für die Geschichte der Post und Telekommunikation aus dem Jahr 1998 verwaltet die Stiftung das Unternehmensarchiv der ehemaligen PTT, sorgt für dessen angemessene Erschliessung und stellt es, im Rahmen der gesetzlichen Bestimmungen für Bundesakten, der Öffentlichkeit zur Verfügung. Die im PTT-Archiv vorhandenen Dokumente dürfen also weder veräussert noch ohne ausdrückliche Einwilligung des Bundesarchivs ausgesondert werden.
Seit 2018 ist das Historische Archiv und Bibliothek PTT verkürzt als PTT-Archiv bekannt.

## Archivbestände
Der Hauptbestand des PTT-Archives sind die unter das Bundesgesetz über die Archivierung (BGA) fallenden Dokumente der PTT aus den Jahren von 1848 bis 1997. Die Bestände umfassen Akten aus der ganzen Schweiz von Genf bis St. Gallen und sind damit dreisprachig (Deutsch, Französisch, Italienisch). Auch Bestände von Vorläufern der Eidgenössischen Post liegen im Archiv.
In den Beständen finden sich unter anderem Dokumente zur Organisation der Generalpostdirektion, der Kreispostdirektionen sowie der einzelnen Poststellen, Dokumente zur Geschichte diverser Postautolinien, Verkehrsstatistiken, Unterlagen zum Ausbau des Telefon- und Telegrafennetzes in der Schweiz, zur Einführung von Natel, Internet und Telefax, zu den Versuchen der Abteilung „Forschung und Entwicklung“ und nicht zuletzt Akten zum Personalwesen.
Ferner konnten zahlreiche, durch das ehemalige BID angelegte, Dokumentationsmappen zu spezifischen technischen und organisatorischen Themengebieten übernommen werden.

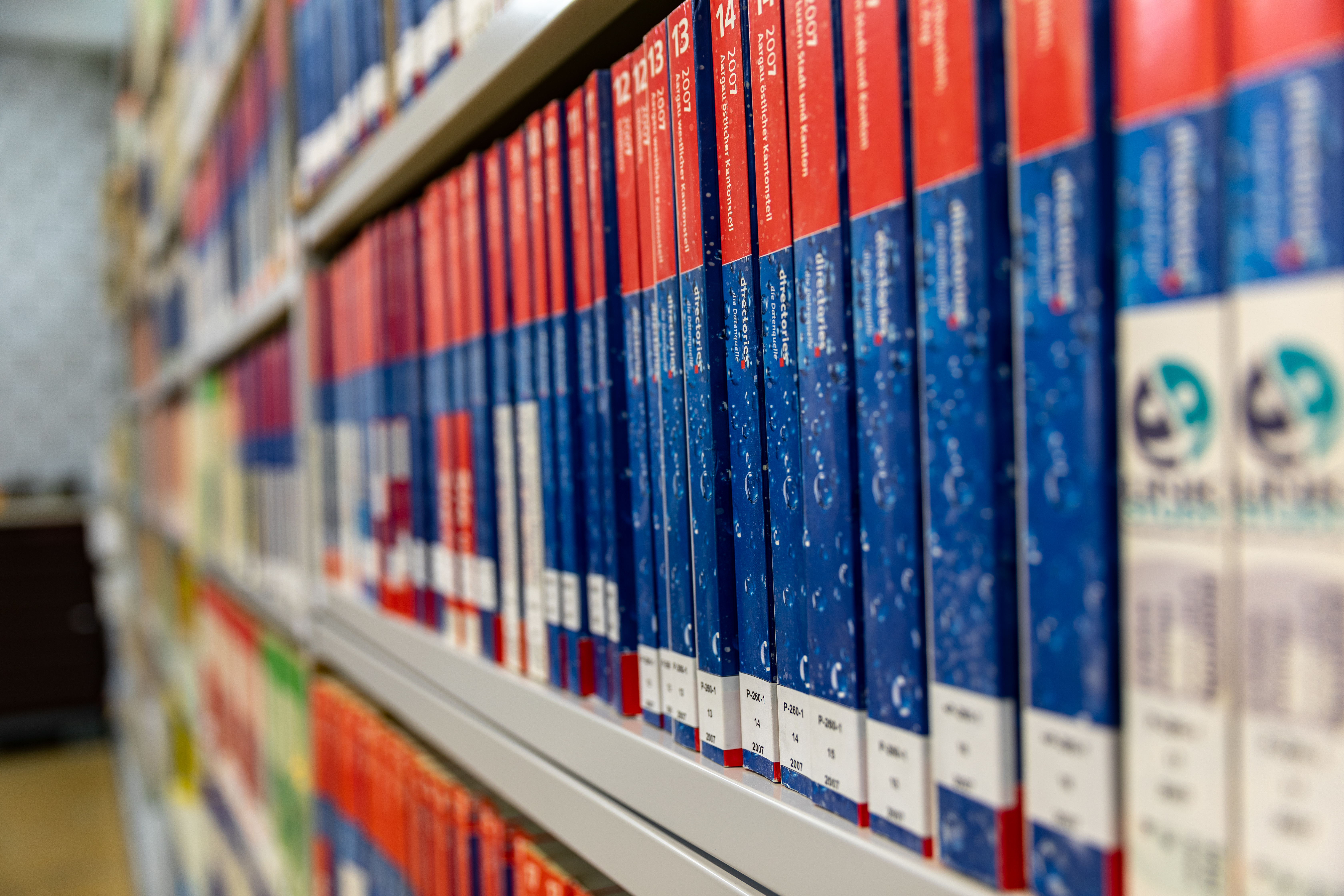
Im PTT-Archiv befinden sich sämtliche Telefonbücher der Schweiz.

Zum Archivbestand gehören zudem mehrere hundert Laufmeter Graue Literatur, von Vorschriften und Formularen bis hin zu Telefonbüchern. Im PTT-Archiv befindet sich auch die einzige komplette Sammlung an Schweizer Telefonbüchern, zurückreichend bis zum ersten schweizerischen Telefonbuch aus dem Jahr 1880. Eine wissenschaftliche Spezialbibliothek mit den Schwerpunkten Post und Telekommunikation ist ebenfalls Teil des PTT-Archivs. Diese Spezialbibliothek ist historisch aus den Bibliotheken der Generaldirektion und der verschiedenen Kreispost- und Kreistelefondirektionen gewachsen und umfasst rund 35'000 Publikationen. Nicht zuletzt lassen sich in der Bibliothek Publikationen zur UPU (Universal Postal Union) und ITU (International Telecommunication Union) finden. Beide internationale Organisationen sind in Bern gegründet worden.
Mit den Zeitzeugeninterviews des Oral History Projekts stehen auch Videoquellen zur Verfügung.

## Dienstleistungen des PTT-Archivs
In erster Linie sichert das PTT-Archiv den öffentlichen Zugang zu den Archivbeständen und erschliesst diese in einer online zugänglichen Archivdatenbank. Die Dokumente können im Lesesaal des Archivs studiert werden.
Jedes Jahr werden Besuchende durch das Magazin geführt. Bei dieser Gelegenheit erhalten die Besuchenden anhand von ausgewählten Archivalien der PTT Einblick in die Arbeit bei der Post und in den Telegrafen- oder Telefonabteilungen.
Eine wichtige Vermittlungsaufgabe übernimmt das PTT-Archiv mit dem fortwährenden Ausbau seines Oral History Projekts, das mit der Befragung von ehemaligen Angestellten der PTT auch einen relativ direkten Bezug zu den heutigen Folgekonzernen herstellt. Je nach Ressourcen werden seit 2014 pro Jahr bis zu 14 Personen befragt. Seit 2021 wird das Oral History Projekt ausserdem um das Angebot "Verzeu mau!" (Berndeutsch für: "Erzähl mal!") ergänzt. Im Fokus dieses Partizipationsprojekt stehen hauptsächlich kurze Anekdoten und Episoden rund um Post- und Telekommunikationsthemen.
Das PTT-Archiv beteiligt sich regelmässig an universitären Lehrveranstaltungen und organisiert Wikipedia-Workshops zu verschiedenen historischen Aspekten der PTT.
Mehrmals veranstaltete das PTT-Archiv generationenübergreifende Workshops für Postlehrlinge (PostFinance, Postauto, Post). Dabei bereiten sich die Lehrlinge mit Archivquellen vor, um anschliessend mit ehemaligen Angestellten der PTT über den vergangenen und gegenwärtigen Arbeitsalltag ins Gespräch zu kommen.